# John Fearn
Pour les articles homonymes, voir Fearn.
John Fearn (1768 - 1837 ?)  est un capitaine de navire anglais, connu pour être le premier Européen à avoir signalé son observation de l'île de Nauru dans le Pacifique. Il est probablement né le 24 août 1768 à Kingston upon Hull en Angleterre.

## Voyage de découverte
Le capitaine Fearn quitte Calcutta au cours du premier semestre de 1798 avec le senau Hunter (300 tonnes), propriété de Campbell, Clarke & Co, un armateur de Calcutta. Parmi les personnes à bord se trouve le subrécargue et associé de la société propriétaire du navire, Robert Campbell. Le navire, nouvellement construit, a été baptisé en hommage au gouverneur des Nouvelle-Galles du Sud, en Australie, John Hunter. Il transporte une cargaison de marchandises mixtes. John Fearn arrive à Sydney le 17 juin 1798 et y « trouve un marché très avantageux, la colonie étant, au moment de son arrivée, en grand manque de provisions et de vivres ».
Le Hunter quitte Sydney le 20 août 1798, à destination de la Nouvelle-Zélande. À son arrivée, il mouille six semaines sur le fleuve Waihou, dans l'île du Nord où des espars sont fixés. Le capitaine Fearn et son équipage quittent la Nouvelle-Zélande en octobre et découvrent l'île Hunter (parfois appelée île Fearn), située entre le Vanuatu et la Nouvelle-Calédonie et dont la souveraineté est de nos jours contestée entre la France et le Vanuatu. Puis les marins « découvrent » Nauru, aperçue le 8 novembre 1798,,. Le capitaine Fearn la baptise Pleasant Island en raison de son apparence attrayante.
La mémoire de Fearn a été commémoré sur un timbre-poste de Nauru émis en 1974.
John Fearn a souvent été confondu avec son homonyme contemporain, un philosophe britannique qui a passé quelques années comme officier dans la Royal Navy.